# Iriomote-Ishigaki-Nationalpark
Der Iriomote-Ishigaki-Nationalpark (jap. 西表石垣国立公園, Iriomote-Ishigaki Kokuritsu Kōen) ist der südlichste Nationalpark Japans. Die Land- und Wasserflächen des Parks liegen im Gebiet der Yaeyama-Inseln im Ostchinesischen Meer, innerhalb der Präfektur Okinawa. Namensgebend sind die beiden Hauptinseln Iriomote und Ishigaki. Der Nationalpark wurde 1972 gegründet und mehrfach erweitert.

## Geschichte
Der Nationalpark wurde am 15. Mai 1972 als Iriomote-Nationalpark gegründet. Am 1. August 2007 wurde der Park um die Ishigaki-jima Inselregion erweitert und daher in Iriomote-Ishigaki-Nationalpark umgetauft. Die erweiterte Fläche betrug 20.569 ha an Land und 52.097 ha auf See. Am 27. März 2012 wurde die Landfläche noch einmal auf 21.958 ha und die Meeresfläche auf 69.718 ha erweitert. Fast das gesamte Gebiet der Insel Iriomote wurde am 15. April 2016 zum ausgewiesenen Gebiet erklärt, und das Gebiet wurde zudem durch die Ausweitung der Meeresparkgebiete und die Ausweisung der Sagaribana-Gemeinde auf der Hirakubo-Halbinsel im nördlichen Teil der Insel Ishigaki erweitert. Die Landfläche des Nationalparks betrug anschließend 40.653 ha und die Meeresfläche 81.497 ha und somit die Gesamtfläche 122.150 ha. Für die Verwaltung des Parks ist das japanische Umweltministerium zuständig.
Am 8. November 2005 wurde der Mangrovenwald Nagura Amparu mit einer Fläche von 157 ha auf der Insel Ishigaki als Ramsar-Gebiet ausgewiesen.
Am 15. September 2016 wurde der Yambaru-Nationalpark auf der Nordseite Okinawas ausgewiesen. Zusammen mit den Inseln Iriomote-jima, Amami-Oshima und Tokunoshima wurde das Gebiet 2017 als Kandidat für den Status Weltnaturerbe vom japanischen Umweltministerium dem Welterbekomitee der UNESCO vorgeschlagen. Bei erfolgreicher Nominierung wäre dies das fünfte Gebiet innerhalb Japans gewesen, das als Welterbe ausgezeichnet wird. Eine erneute Bewerbung mit einem bereits deutlich erweiterten Schutzgebiet auf Okinawa ist geplant (Stand: Dezember 2020).
Eine Fläche von 40,653 ha wurde im März 2018 als erstes Lichtschutzgebiet Japans (International Dark Sky Places – IDSP) ausgewiesen.

## Parkgebiet
Das Parkgebiet teilt sich auf in besonders geschützte, besondere, gewöhnliche und Meeresschutzgebiet-Zonen.
Der Großteil der Landfläche liegt auf den beiden namensgebenden Hauptinseln Iriomote-jima im Westen und Ishigaki-jima im Osten, die zu den Yaeyama-Inseln gehören.
Auf Iriomote-jima sind die Gebiete im Zentrum der Insel entlang der größeren Flüsse Teil der Schutzzonen. Dazu gehören zahlreiche kleinere Wasserfälle wie der Mariyudō-Wasserfall am Fluss Urauchi. Der Wasserfall mit einer Fallhöhe von 20 m wurde in die Liste der Top-100-Wasserfälle Japans aufgenommen. Weitere Wasserfälle sind der Pinaisāra-Wasserfall am Fluss Pinai mit einer Fallhöhe von 55 m, der Kampire-Wasserfall, der Mayagusuke-Wasserfall, der Sangara-Wasserfall, der Kuira-Wasserfall und der Mizuochi-Wasserfall. Auf Ishigaki-jima sind mehrere Abschnitte im Norden der Insel Teil des Parks. Dazu gehören im Nordwesten das 157 ha große Ramsar-Gebiet Nagura Amparu, das an der Mündung des Flusses Nagura liegt und in dessen Mangrovenwäldern zahlreiche Vogelarten leben und brüten. Der höchste Berg der Insel und gleichzeitig der Präfektur Okinawa ist der Omoto-dake. Nördlich davon befindet sich die Kabira-Bucht, die zusammen mit dem Omoto-dake als „Landschaftlich schöner Ort“ ausgewiesen wurde. An der Nordküste liegt zudem Yonehara, eine Kolonie von Yaeyama-Palmen, welche als nationales Naturdenkmal ausgezeichnet ist und im Nordosten der Insel liegt die Hirakubo-Halbinsel deren Berge ebenfalls Teil der Schutzzonen sind.
Zusätzlich sind in den Park noch die kleineren Inseln Kuroshima, Kamiji-jima, Shimoji-jima, Kohama-jima, Kayama-jima und Taketomi-jima eingeschlossen, die sich im Bereich der Sekisei-Lagune zwischen beiden Hauptinseln befinden, sowie die Inseln Hatoma-jima im Norden und Hateruma-jima und Nakanougan-jima im Süden.

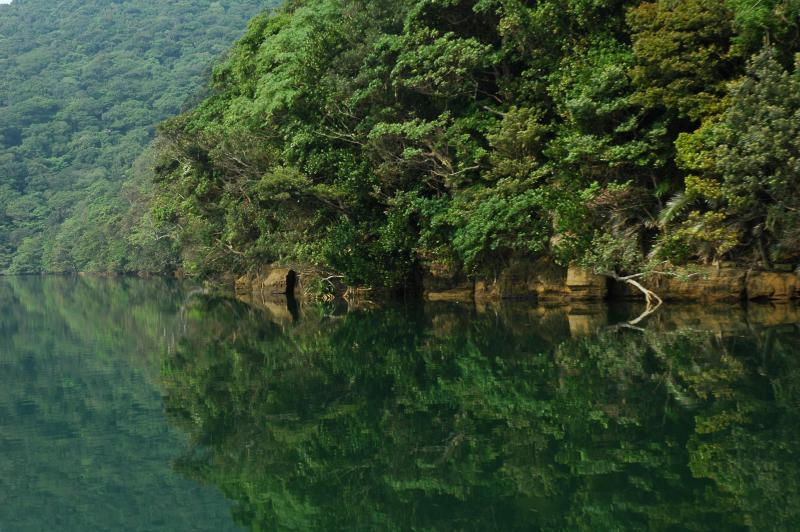
Dschungel entlang des Urauchi, Iriomote
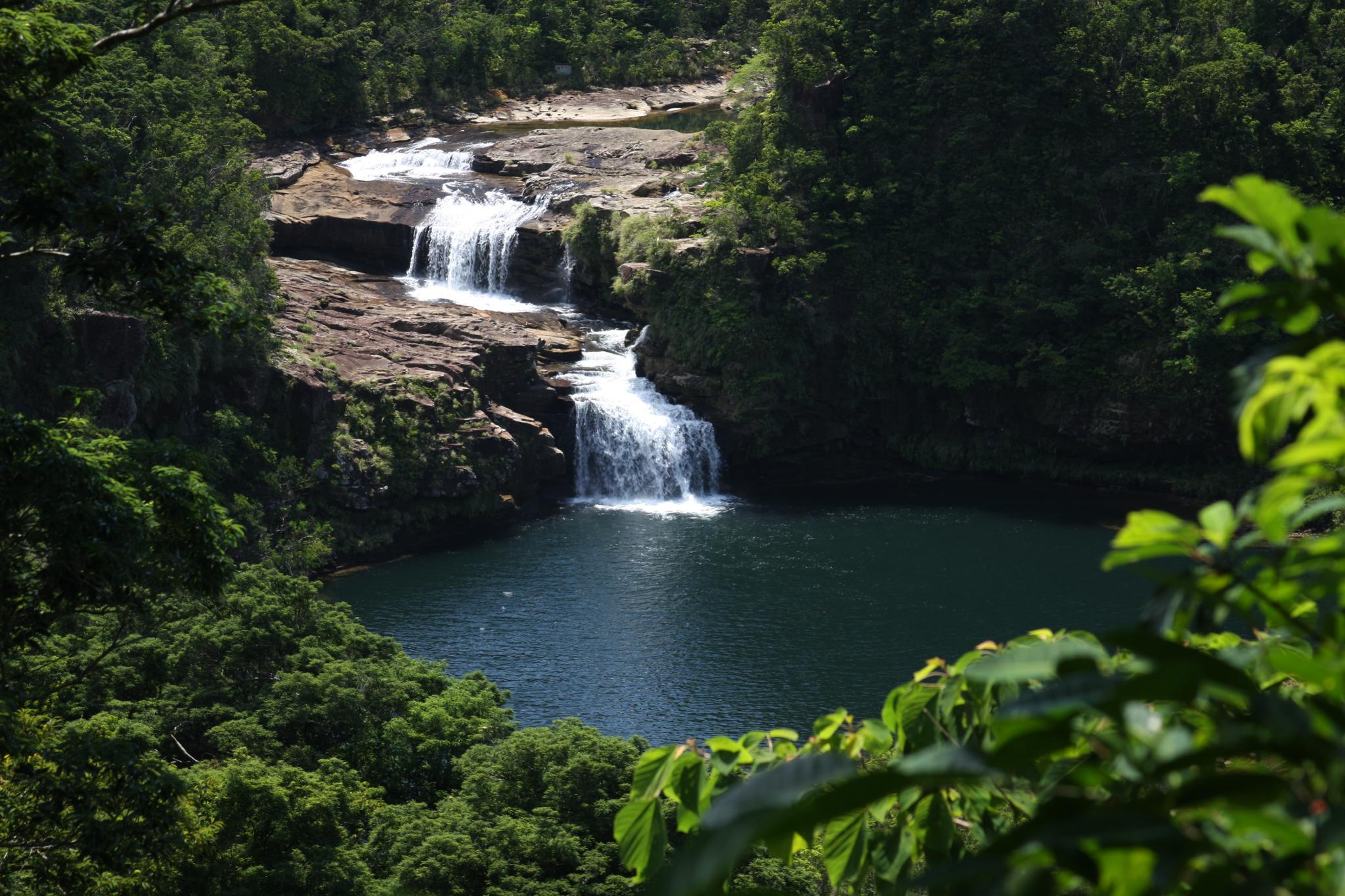
Mariyudō-Wasserfall, Iriomote
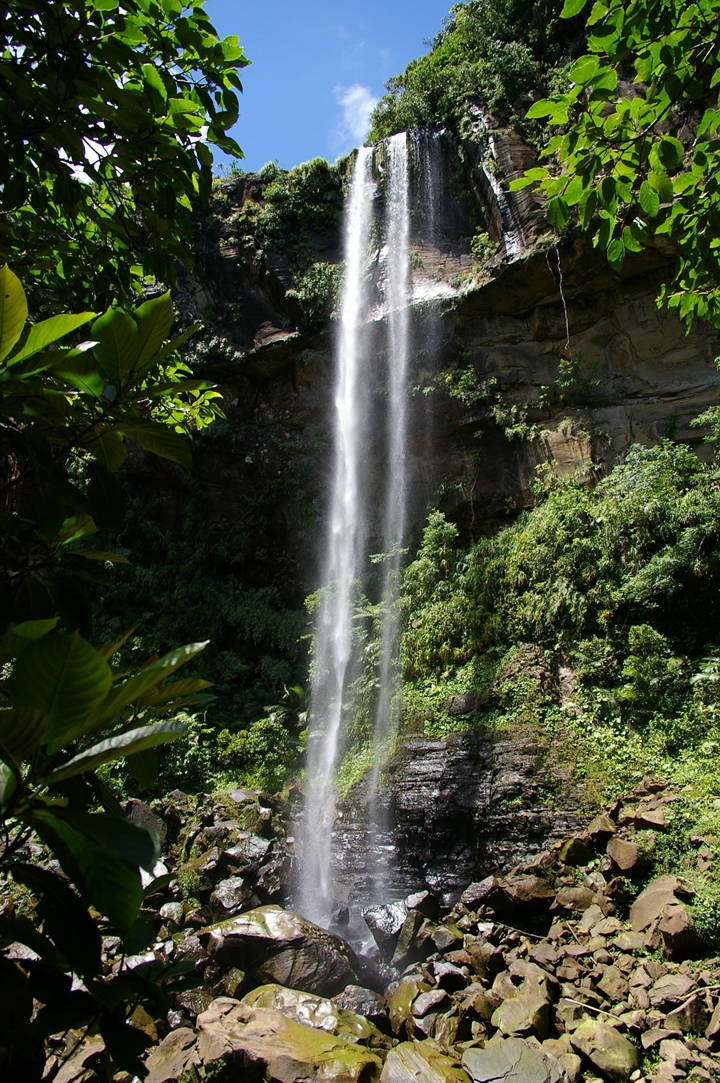
Pinaisāra-Wasserfall, Iriomote
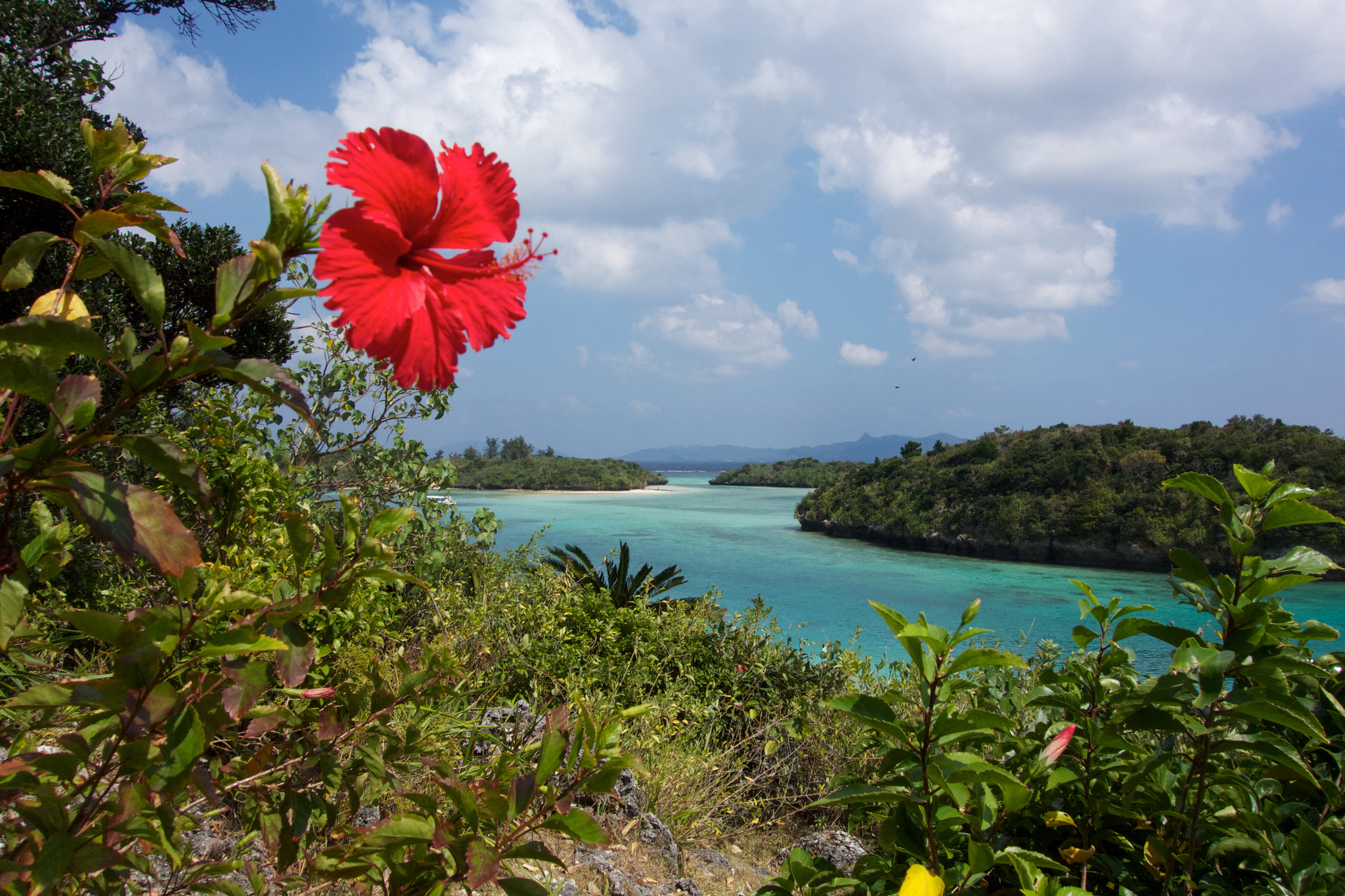
Kabira-Bucht, Ishigaki
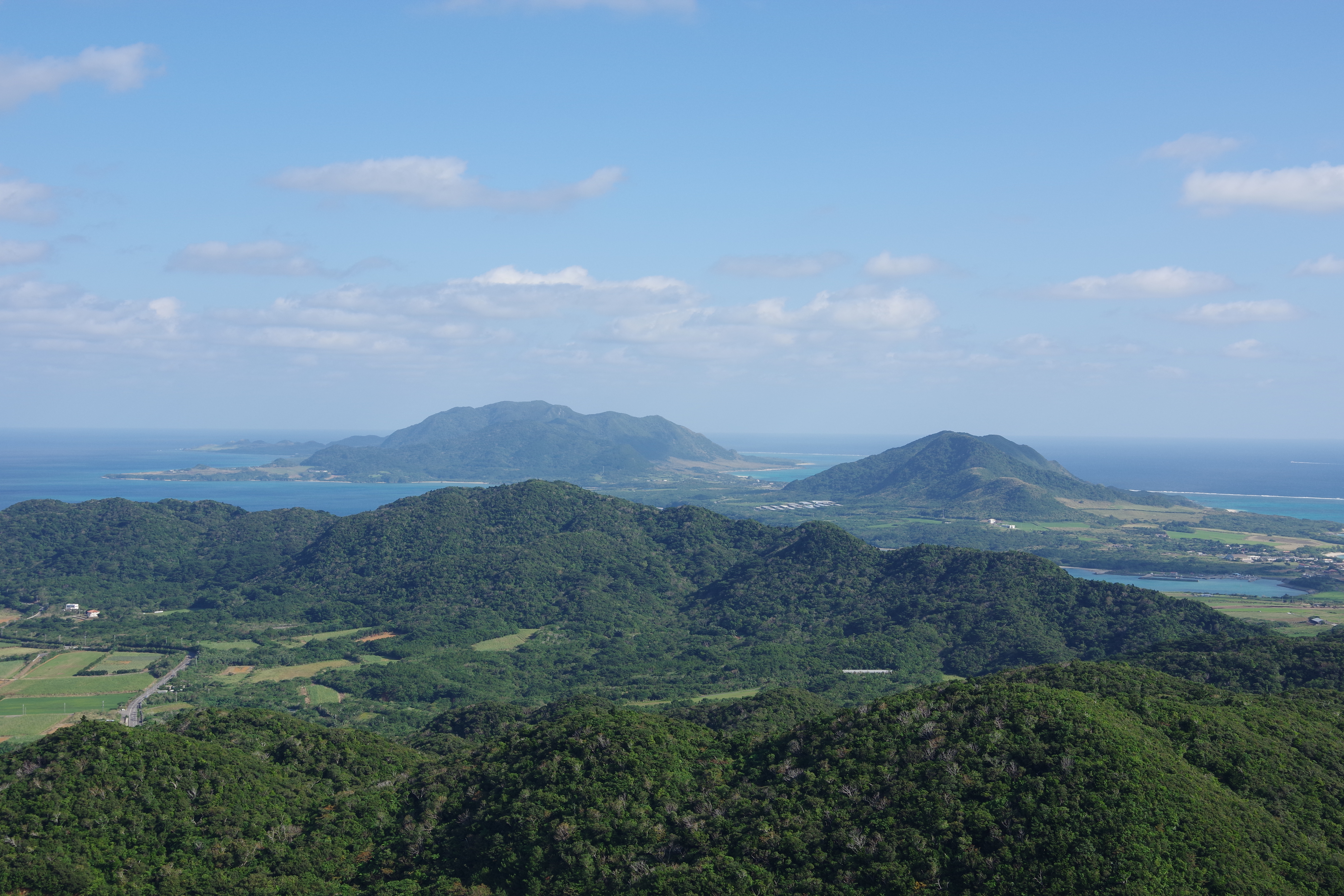
Blick auf Hirakubo-Halbinsel vom Berg Nosoko
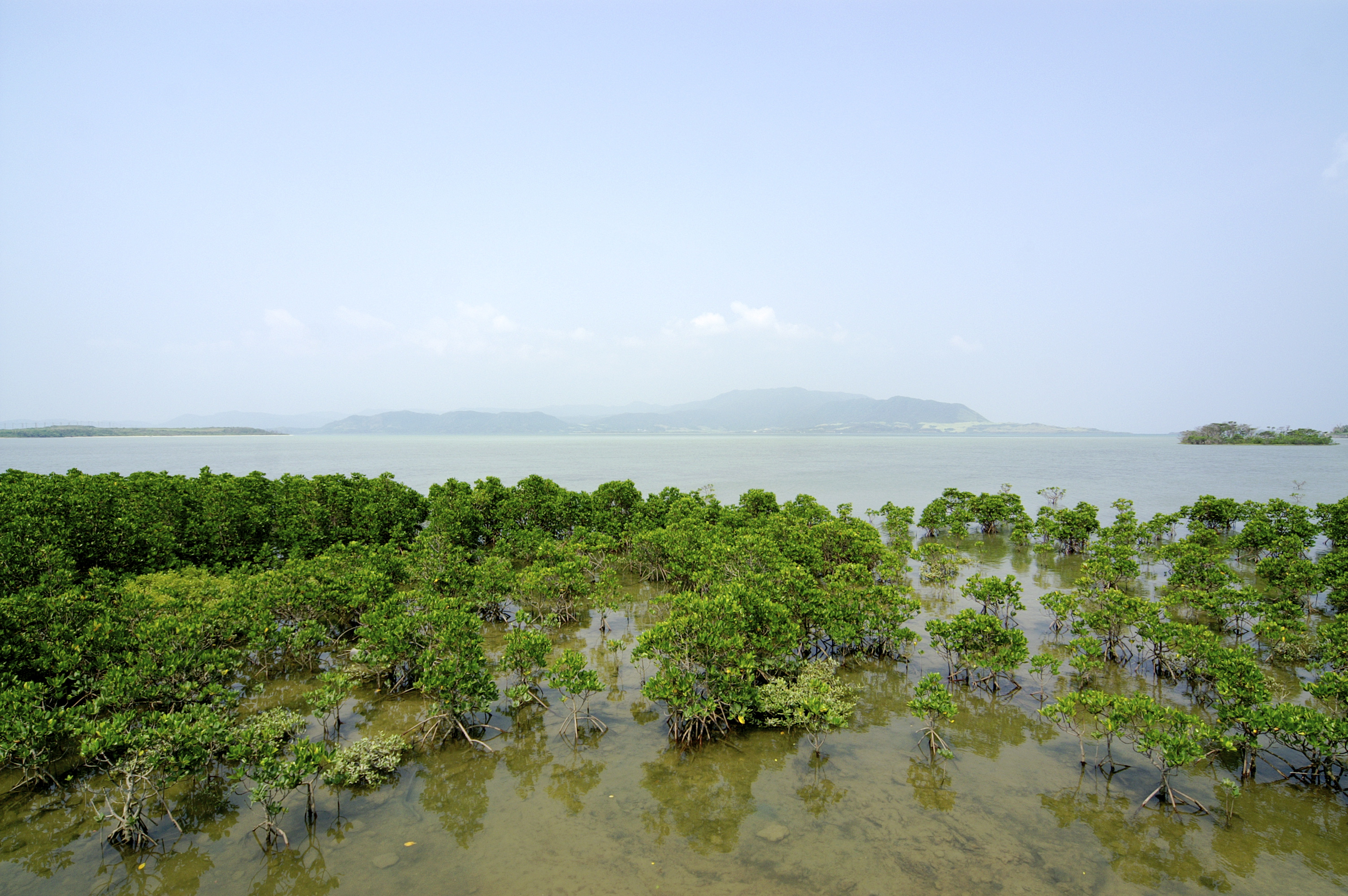
Mangroven auf Kohama-jima mit Blick auf Iriomote

## Flora und Fauna

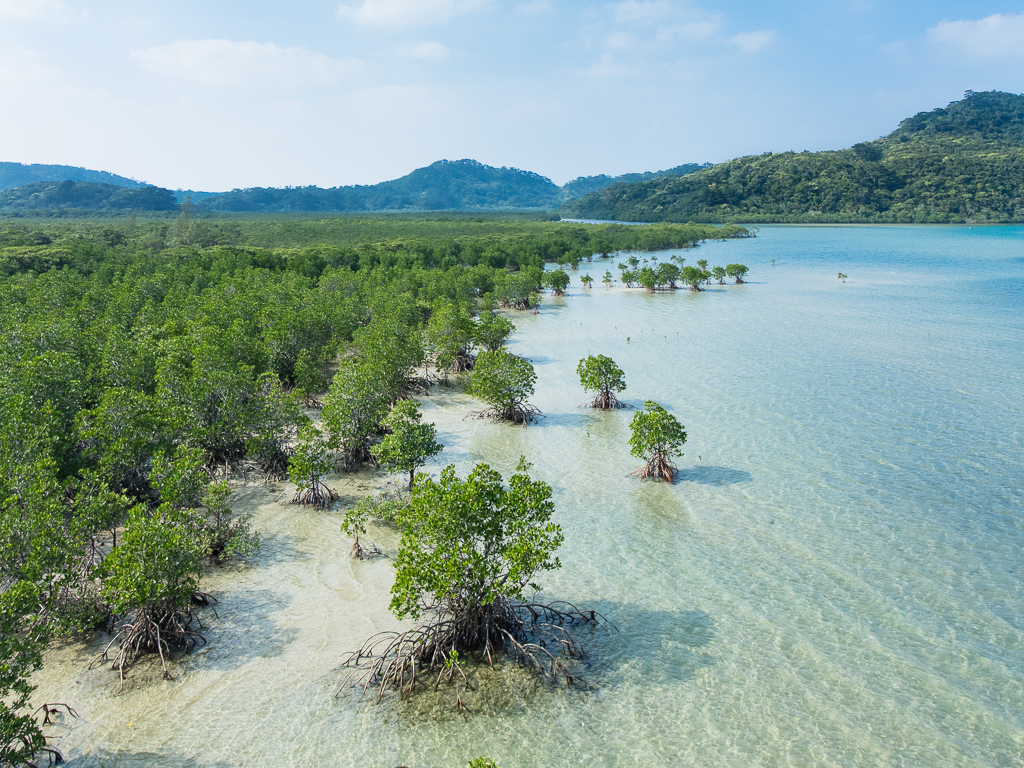
Mangrovenwald auf Iriomote

Als südlichster der japanischen Nationalparks liegt der Iriomote-Ishigaki-Nationalpark bereits in der subtropischen Klimazone und ist zu etwa 80 % mit dichtem sub-tropischen Wald bedeckt. Die Ökosysteme im Park umfassen immergrüne Bergwälder, bewaldete Sumpfgebiete an den Küsten, sowie den größten Mangrovenwald und das größte Korallenriff Japans. Die vielseitige Natur bietet Lebensraum für unterschiedlichste Tier- und Pflanzenarten. In den Wäldern finden sich Baumarten wie Eichen (Quercus miyagii) und Scheinkastanien (Castanopsis sieboldii), während in den Mangrovenwäldern Baumarten wie Rhizophoragewächse (Rhizophora mucronata) und Heritiera littoralis und an den Küstengebieten Schraubenpalmen (Pandanus odorifer) und Hibiskus wachsen.
Die Insel Iriomote ist die kleinste Insel der Welt, auf der Wildkatzen leben. Die Iriomote-Katze, eine nur auf dieser Insel vorkommende Unterart der Bengalkatze, ist mit vermutlich weniger als 100 erwachsenen Tieren auf der Roten Liste der IUCN als vom Aussterben bedroht eingestuft. Weitere endemische Tierarten sind die ebenfalls stark gefährdete Eidechsenart Takydromus dorsalis  und gefährdete Skink-Art Plestiodon kishinouyei. Zudem findet man nur auf den Yaeyama-Inseln die schneckenfressende Schlangenart Pareas iwasakii, die von der IUCN als potenziell gefährdet eingestuft wird. Die südlichen Ryūkyū-Inseln sind auch Lebensraum für die seltene Unterart des Haubenschlangenadlers Spilornis cheela perplexus. Eine stark gefährdete Vogelart ist zudem der Schwarzstirnlöffler der u. a. in Nagura Amparu auf Ishigaki-jima zu finden ist.
Auf den Wasserflächen des Nationalparks bieten die Korallenriffe der Sekisei-Lagune eine Artenvielfalt, die mit über 360 verifizierten Korallenarten sogar mit dem Great Barrier Reef (ca. 360 Stein- und 80 Weichkorallenarten) vergleichbar ist. Doch wie dort geht auch hier diese Vielfalt inzwischen zurück, da beide Riffe aufgrund steigender Wassertemperaturen stark von Korallenbleiche betroffen sind. Insgesamt sind laut einer Untersuchung des Japanischen Umweltministeriums aus dem Jahr 2017 etwa 70 Prozent der Korallen in der Sekiseishoku-Lagune vom Ausbleichen betroffen.

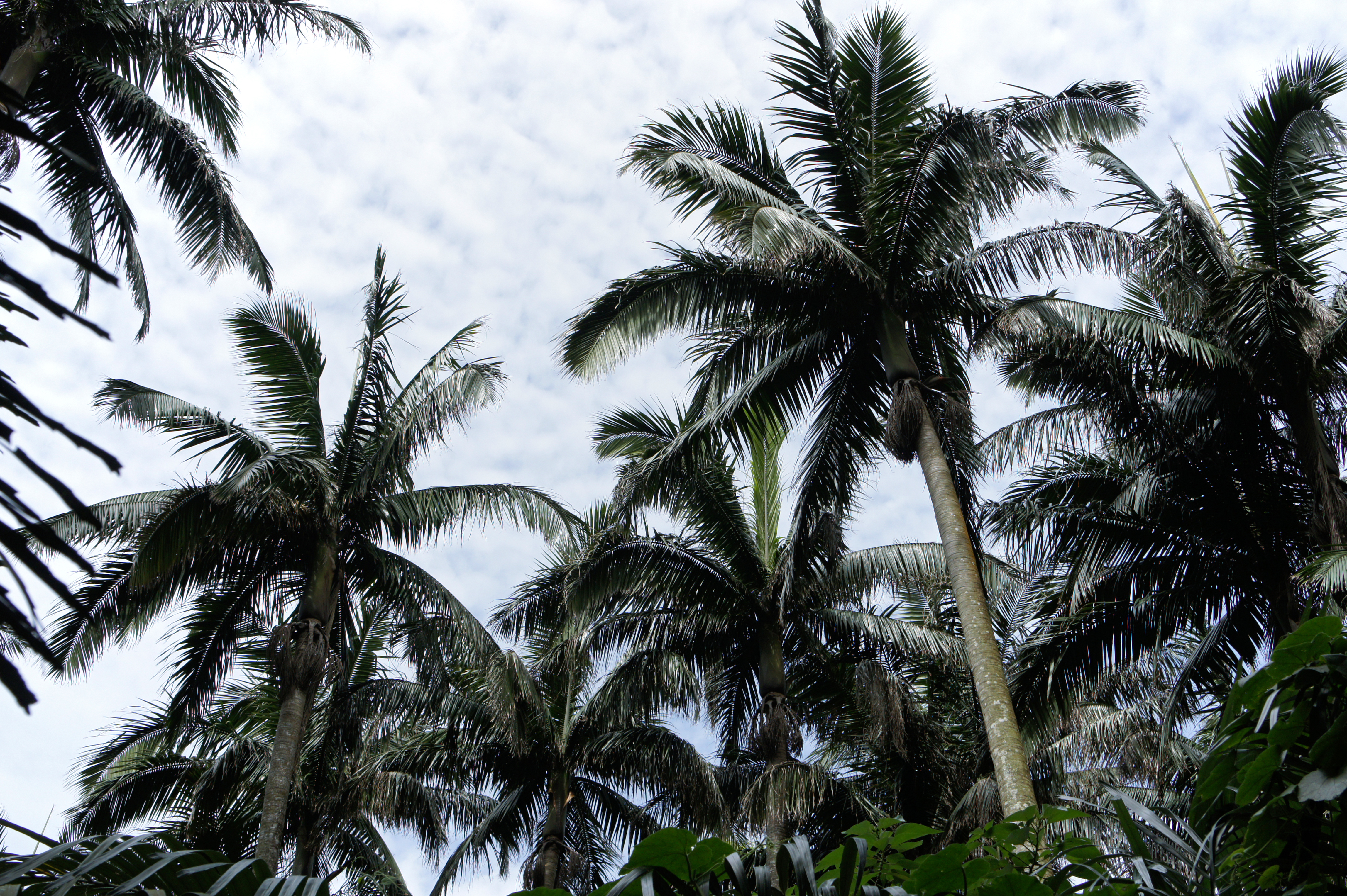
Yaeyama-Palmen bei Yonehara, Ishigaki
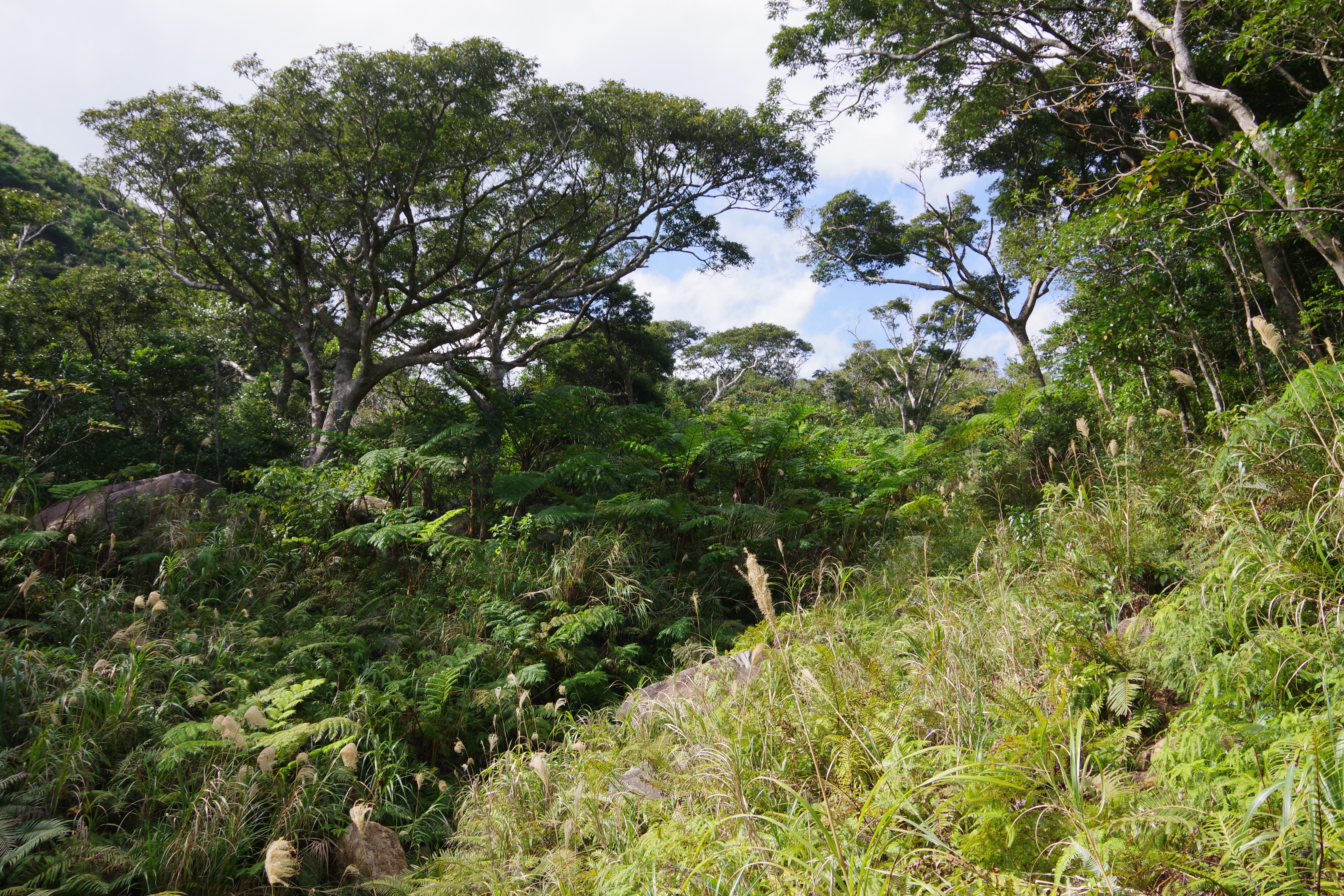
Flora am Omoto-dake, Ishigaki
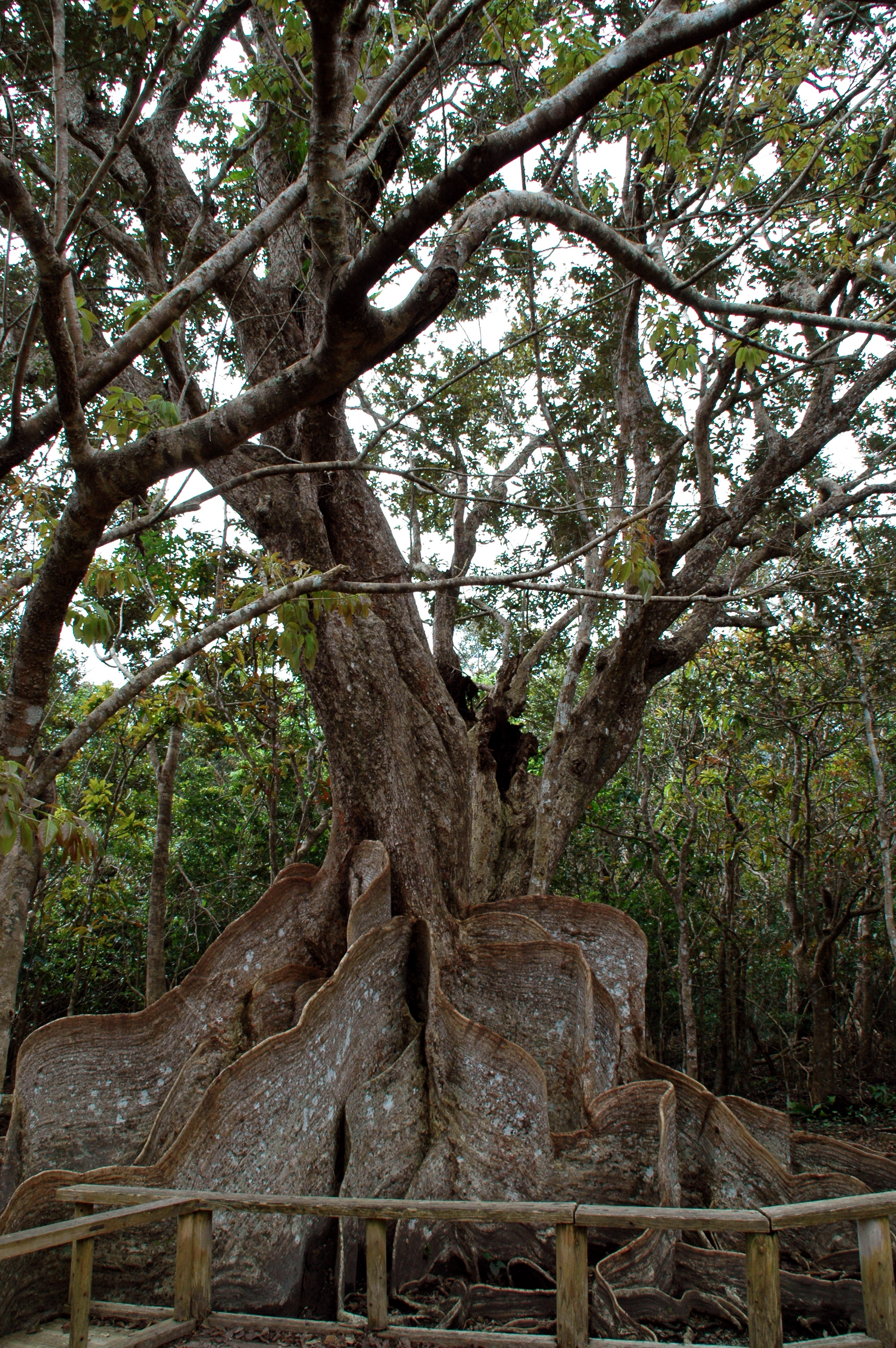
Heritiera littoralis, Iriomote
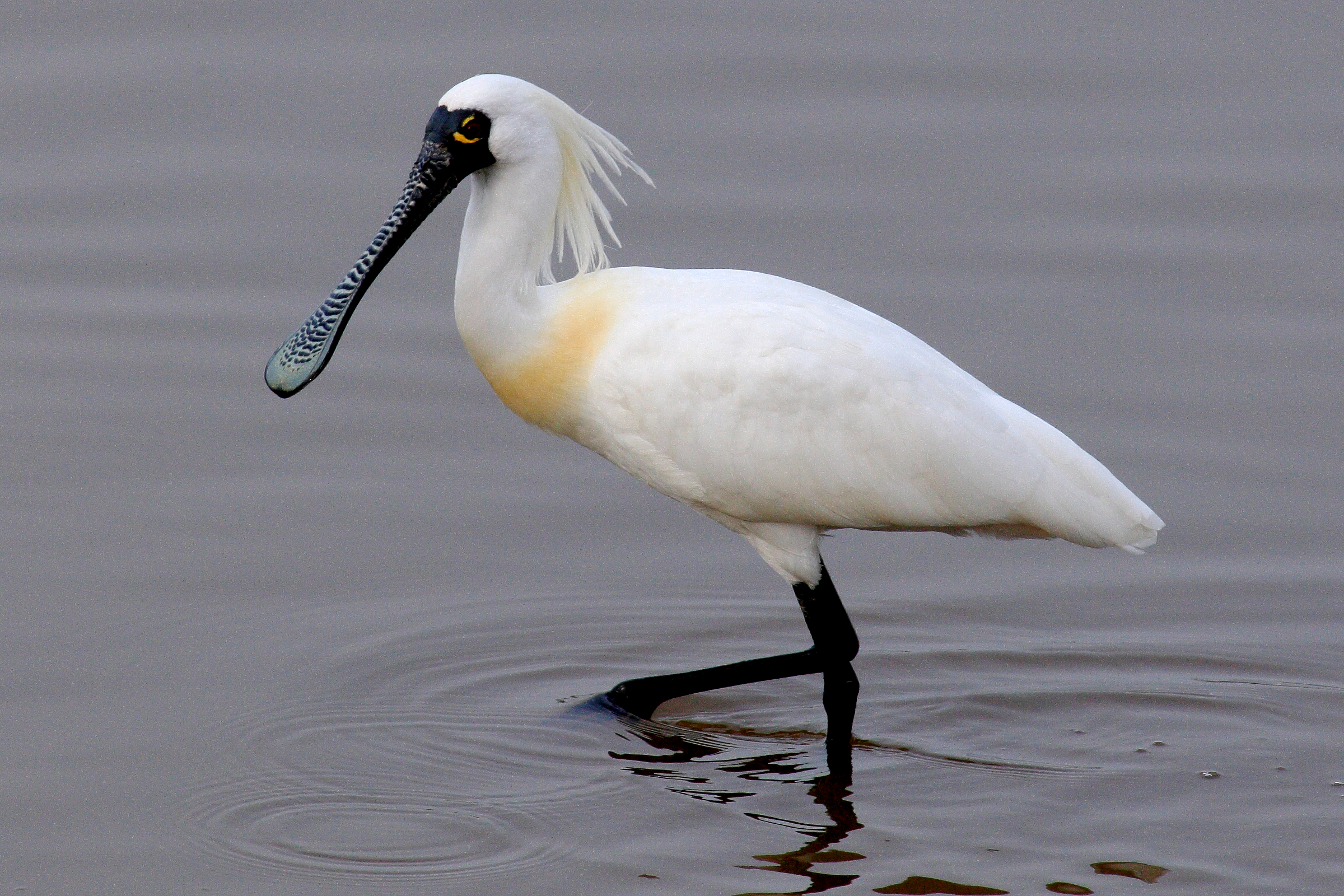
Schwarzstirnlöffler (stark gefährdet)
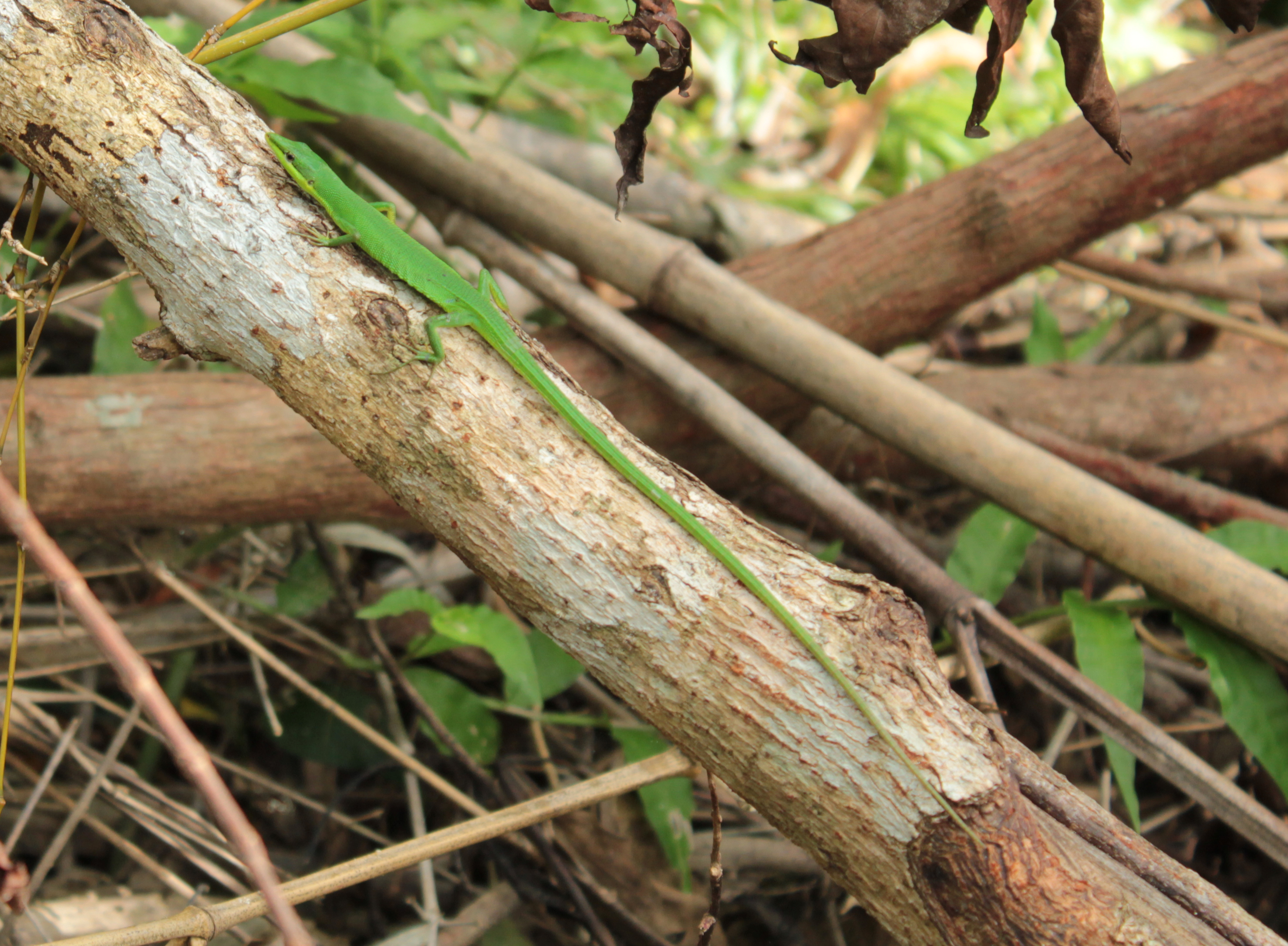
Takydromus dorsalis (stark gefährdet)
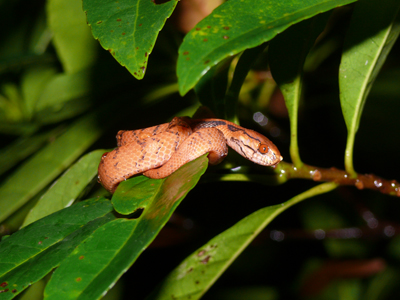
Pareas iwasakii (potentiell gefährdet)

## Naturschutz

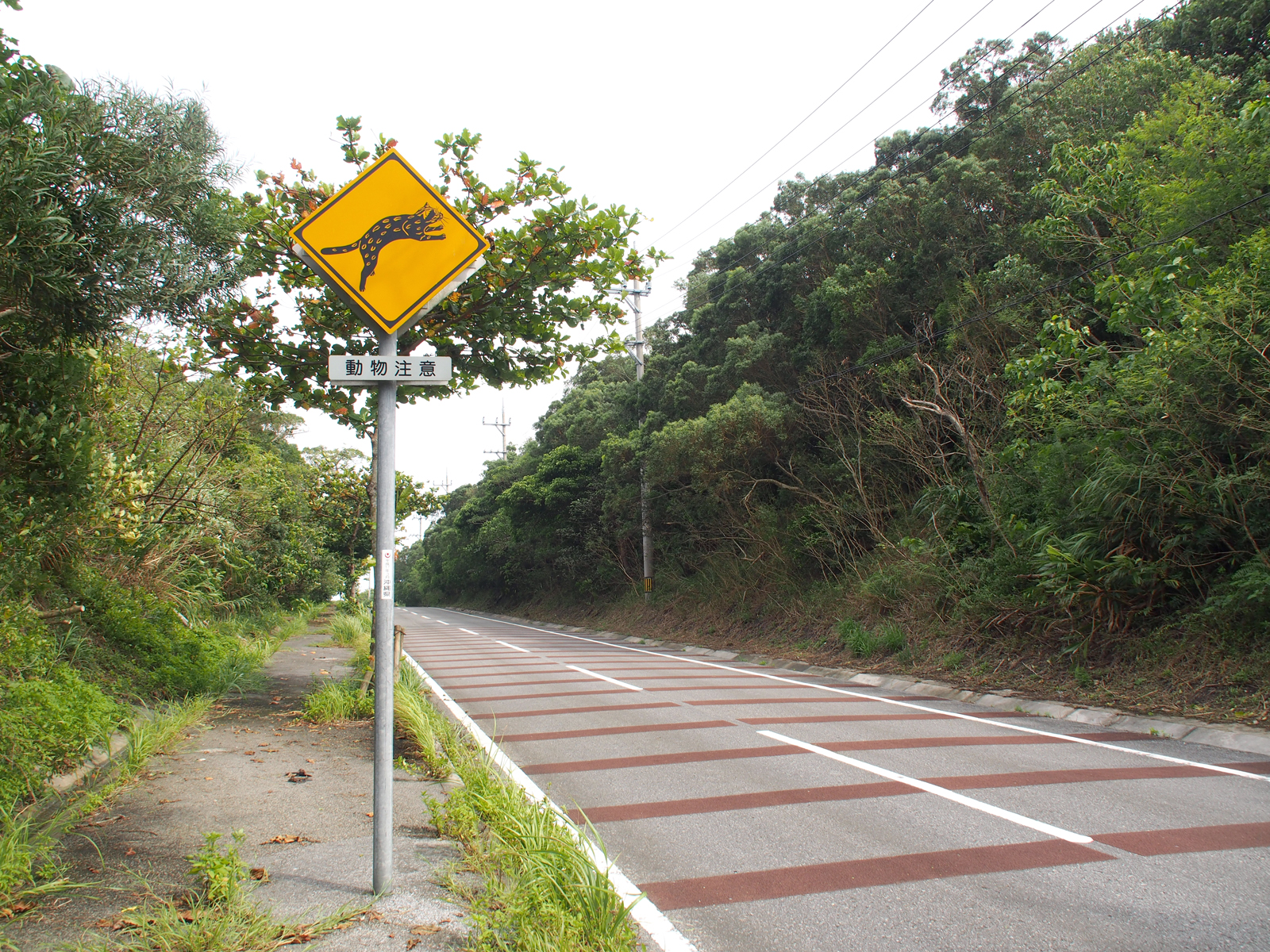
Schutzmaßnahmen an einer Straße auf Iriomote

Der Nationalpark ist mit der IUCN-Schutzkategorie II klassifiziert. Zum Schutz insbesondere der vom Aussterben bedrohten Iriomote-Katzen gibt es auf den Straßen der Inseln strenge Geschwindigkeitsbegrenzungen. Zudem findet man zusätzlich Gräben an den Straßenrändern und zahlreiche Warnhinweise. Verwundete und kranke Tiere werden behandelt und falls möglich wieder ausgewildert. Eine Bedrohung für viele Tiere wie auch für das gesamte Ökosystem stellen eingeführte invasive Tierarten wie die der Aga-Kröte und der Grüne Leguan dar. Daher werden Gegenmaßnahmen getroffen, um eine Ausbreitung zu verhindern, und fortlaufende ökologische Studien durchgeführt.

## Tourismus
Das Parkgebiet bietet eine Vielzahl an Freizeitaktivitäten. Die vielen Strände und das Korallenriff der Sekiseishoku-Lagune eignen sich zum Baden, Schnorcheln und Gerätetauchen.
Es werden Flussfahrten zu den Mangrovenwäldern angeboten. Des Weiteren sind beispielsweise Wanderungen und Kanufahrten beliebt.
Pro Jahr haben zuletzt (Stand 2013) 1,99 Millionen Personen den Nationalpark besucht.

## Weiterführende Literatur
- Iriomote National Park. In: S. Noma (Hrsg.): Japan. An Illustrated Encyclopedia. Kodansha, 1993, ISBN 4-06-205938-X, S. 624.